# Lordomyrma azumai
Lordomyrma azumai é uma espécie de formiga do gênero Lordomyrma, pertencente à subfamília Myrmicinae.